# Fernmeldeturm Wardböhmen
Der Fernmeldeturm Wardböhmen (intern: Funkübertragungsstelle Bergen 1) ist ein 1986 errichteter Fernmeldeturm der Deutschen Telekom im Besitz der Deutschen Funkturm GmbH für Richtfunk und zur Verbreitung von UKW-Programmen nahe dem Bergener Stadtteil Wardböhmen im Landkreis Celle. Der 145 Meter hohe Stahlbetonturm ist ein Typenturm (FMT 2/73), der über eine 83 Meter hoch gelegene Kanzel mit einem Durchmesser von 40 Meter verfügt. Er ersetzte einen älteren Fernmeldeturm aus dem Jahr 1952, der 1996 abgerissen wurde.
Von hier sendet der Deutschlandfunk auf UKW 89,3 MHz mit einer Leistung von 125 Watt. Hauptnutzer des Turms ist zurzeit die Deutsche Telekom mit ihren Tochtergesellschaften und die Fernmeldegruppe der Bundeswehr der Truppenübungsplatzkommandantur Bergen. Die ursprünglichen Pläne, von hier aus ab März 2011 auch BFBS Radio 1 und 2 auszustrahlen, sind im September 2011 aufgrund neuer Frequenzzuweisungen aufgegeben worden.

## Frequenzen und Programme

### Analoger Hörfunk (UKW)
| Frequenz (MHz) | Programm        | RDS PS   | RDS PI | Regionalisierung | ERP (kW) | Antennendiagramm rund (ND)/gerichtet (D) | Polarisation horizontal (H)/vertikal (V) |
| -------------- | --------------- | -------- | ------ | ---------------- | -------- | ---------------------------------------- | ---------------------------------------- |
| 89,3           | Deutschlandfunk | __DLF___ | D210   | −                | 0,125    | D (330–190°)                             | H                                        |